# Капуська сільська рада
Ка́пуська сільська рада (ест. Kapu külanõukogu, рос. Капуский сельский совет) — сільська рада в Естонській РСР, адміністративно-територіальна одиниця в складі повіту Ярвамаа (1945—1950) та Пайдеського району (1950—1954).

## Населені пункти
Сільській раді підпорядковувалися населені пункти:
села: Пугму (Puhmu), Еллавере (Ellavere), Салутаґузе (Salutaguse), Тудре (Tudre), Вуті (Vuti), Візусті (Visusti);
поселення (asundus): Каарлі (Kaarli), Куусна (Kuusna), Рамма (Ramma), Капу (Kapu).

## Історія
8 серпня 1945 року на території волості Вяйньярве в Ярваському повіті утворена Капуська сільська рада з центром у поселенні Капу. 
26 вересня 1950 року, після скасування в Естонській РСР повітового та волосного поділу, сільська рада ввійшла до складу новоутвореного Пайдеського сільського району.
17 червня 1954 року в процесі укрупнення сільських рад Естонської РСР Капуська сільська рада ліквідована. Її територія склала північну частину новоутвореної Коеруської сільської ради.